# National League 1886
National League 1886 var den 11. sæson i baseballligaen National League, og ligaen havde deltagelse af otte hold, der hver skulle spille 126 kampe i perioden 29. april – 11. oktober 1886. I forhold til sæsonen før var holdene Providence Grays og Buffalo Bisons blevet lukket, og som erstatning optog ligaen to nydannede hold, Kansas City Cowboys og Washington Nationals.
Mesterskabet blev vundet af Chicago White Stockings, som vandt 90 og tabte 34 kampe, og som dermed vandt National League for anden sæson i træk og sjette gang i alt – de første fem gange var i 1876, 1880, 1881, 1882 og 1885.

## Resultater
| Plac. | Hold                    | Kampe | Vundne | Uafgj. | Tabte | Proc.  |
| ----- | ----------------------- | ----- | ------ | ------ | ----- | ------ |
| 1.    | Chicago White Stockings | 126   | 90     | 2      | 34    | 72,6 % |
| 2.    | Detroit Wolverines      | 126   | 87     | 3      | 36    | 70,7 % |
| 3.    | New York Giants         | 124   | 75     | 5      | 44    | 63,0 % |
| 4.    | Philadelphia Phillies   | 119   | 71     | 5      | 43    | 62,3 % |
| 5.    | Boston Beaneaters       | 118   | 56     | 1      | 61    | 47,9 % |
| 6.    | St. Louis Maroons       | 126   | 43     | 4      | 79    | 35,2 % |
| 7.    | Kansas City Cowboys     | 126   | 30     | 5      | 91    | 24,8 % |
| 8.    | Washington Nationals    | 125   | 28     | 5      | 92    | 23,3 % |